# Gare de La Brouck
La gare de La Brouck est une ancienne halte ferroviaire belge de la ligne 37, de Liège-Guillemins à Hergenrath (frontière) située à La Brouck, hameau de l'ancienne commune de Forêt, sur le territoire de la commune de Trooz dans la province de Liège, en Région wallonne.
Elle est mise en service en 1887, ferme en 1913, rouvre en 1930 comme point d'arrêt avant d'être supprimée en 1984.

## Situation ferroviaire
Établie à 90 m d'altitude, la gare de La Brouck se trouvait au point kilométrique (PK) 9.5 de la ligne 37, de Liège-Guillemins à Hergenrath (frontière allemande) entre les gares ouvertes de Chaudfontaine et de Trooz.

## Histoire
La section de Chaudfontaine à Verviers de la ligne de l'Est (reliant Malines à la frontière de Prusse) est mise en service le 17 juillet 1843. Le point d'arrêt de La Brouck, desservi par la nouvelle desserte à arrêts fréquents dits "trains-tramways", est mis en service le 18 avril 1887sur le remblai de la ligne en surplomb des maisons ouvrières et de la Vesdre. En 1898, des parcelles sont acquises pour y ériger un bâtiment de gare.
Identique au bâtiment de la gare de Fraipont ainsi qu'à celui de Montegnée, il correspond au plan type 1893 mais sans la deuxième aile, le bâtiment principal se composant du corps de logis et de l'aile des annexes et sanitaires. Sur le quai opposé, une construction de trois travées accueillait les voyageurs et suivait les préceptes du plan type 1893 ; la même répartition s'observait à Fraipont.
L'arrêt de La Brouck qui avait été fermé pendant une partie de la Première Guerre mondiale est fermé en 1919 par les Chemins de fer de l’État belge. Il sera néanmoins rouvert le 5 octobre 1930, administré depuis la gare de Trooz. La date de démolition des bâtiments n'est pas connue ; une photographie de 1965 montre le bâtiment principal, à la façade repeinte en blanc.
Cet arrêt est inclus en 1982 dans la liste des gares peu fréquentées dont la fermeture totale est prévue à cours terme. Il ferme le 3 juin 1984 lors de l'entrée en vigueur du plan IC-IR.
Les bâtiments de la gare ont disparu ; une rampe d'accès et le soubassement de l'annexe faisant face à la gare côté route subsistait jusqu'à une reconstruction du talus avec de nouvelles pierres.